# Куп Србије у рагбију 2011.
Куп Србије у рагбију 2011. је било 5. издање Купа Србије у рагбију. 
Трофеј је освојио Партизан.
| Освајач купа Србије у рагбију 2011. |
| ----------------------------------- |
| Рагби клуб Партизан 14. трофеј      |